# Dimitris Mardas
Dimitris Mardas (Δημήτριος Μάρδας) (Istanbul, 25 marzo 1955) è un politico ed economista greco. Dal gennaio 2015 è viceministro dell'economia nel Governo Tsipras.

## Biografia
Si è formato presso l'Università Aristotele di Salonicco ove si è laureato in economia nel 1979. In seguito ha intrapreso la carriera universitaria diventando prima ricercatore e poi professor assistant presso il dipartimento di economia.
Dal 2002 al 2004 assume il ruolo di segretario generale del ministero per lo Sviluppo del commercio. Nel 2004 viene promosso professore associato presso il dipartimento di economia dell'università di Salonnico. Ha concentrato i suoi studi sui temi del commercio internazionale, del commercio industriale, della finanza pubblica. È esperto dei rapporti commerciali tra Grecia e Turchia.
A seguito della vittoria della Coalizione della Sinistra Radicale (SYRIZA) alle elezioni parlamentari greche del gennaio 2015 nella XV Legislatura, viene chiamato dal neo primo mistro Alexīs Tsipras a far parte del nuovo governo, insediato il 26 gennaio 2015, con l'incarico di viceministro degli esteri.